# Dedham (Maine)
Dedham és una població dels Estats Units a l'estat de Maine (EUA). Segons el cens del 2000 tenia 1.422 habitants.

## Demografia
Segons el cens del 2000, Dedham tenia 1.422 habitants, 564 habitatges, i 412 famílies. La densitat de població era de 14 habitants per km².
Dels 564 habitatges en un 35,5% hi vivien nens de menys de 18 anys, en un 59,9% hi vivien parelles casades, en un 8,7% dones solteres, i en un 26,8% no eren unitats familiars. En el 18,8% dels habitatges hi vivien persones soles el 5,5% de les quals corresponia a persones de 65 anys o més que vivien soles. El nombre mitjà de persones vivint en cada habitatge era de 2,52 i el nombre mitjà de persones que vivien en cada família era de 2,86.
Per edats la població es repartia de la següent manera: un 24,2% tenia menys de 18 anys, un 5,4% entre 18 i 24, un 33,3% entre 25 i 44, un 27,4% de 45 a 60 i un 9,6% 65 anys o més.
L'edat mediana era de 40 anys. Per cada 100 dones de 18 o més anys hi havia 102,6 homes.
La renda mediana per habitatge era de 47.917 $ i la renda mediana per família de 52.917 $. Els homes tenien una renda mediana de 35.052 $ mentre que les dones 29.028 $. La renda per capita de la població era de 22.975 $. Entorn del 3,4% de les famílies i el 5,2% de la població estaven per davall del llindar de pobresa.